# 中心前回
中心前回（ちゅうしんぜんかい、英: Precentral gyrus）は大脳にある脳回の一つ。前頭葉外側面の最も後方に位置し、中心溝を挟んで中心後回と接する。大脳半球の上縁と三つの脳溝で囲まれたマクロ解剖学的な概念として定義される。機能的な分類における一次運動野、細胞構築学的な分類であるブロードマンの脳地図の4野、と広い範囲で重なる。

## 定義

中心前回の位置を様々な角度から眺めた動画。赤いところが中心前回。

中心前回の周囲は以下の構造で囲まれている。
- 大脳縦裂 (内側の境界)
- 中心前溝 (吻側の境界)
- 中心溝 (尾側の境界)
- 外側溝 (下側の境界)

## 画像

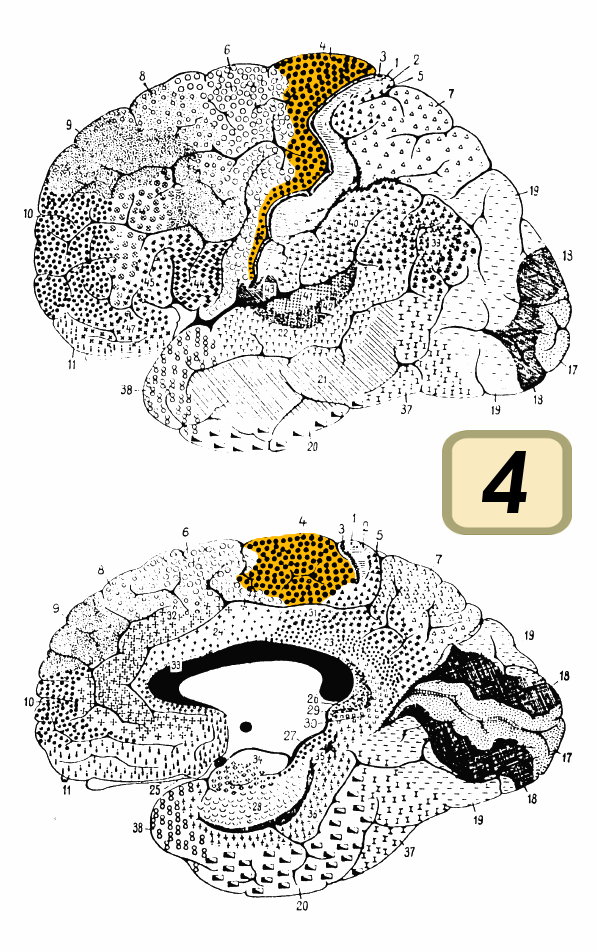
ブロードマンの脳地図における4野。上図が外側面、下図が内側面。
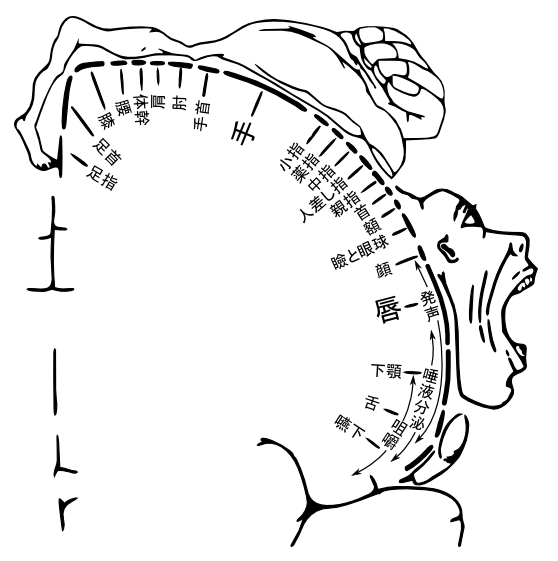
ペンフィールドによる運動のホムンクルス。

## 日本語のオープンアクセス文献
- 森悦朗「左中心前回弁蓋部と失語症」『失語症研究』第3巻、1983年、450-458頁、doi:10.2496/apr.3.450、NAID 50001611307。